# Псих виходить
Псих виходить (англ. Psych-Out) — американська драма 1968 року.

## Сюжет
Глуха, але приваблива Джені шукає свого старшого брата, який багато років тому втік з дому. У барі вона знайомиться з хлопцями, які приводять її в свою компанію. Виявляється, хлопці хіпі, музиканти та наркомани. Вони сповідують принцип любові та братерства, але такий спосіб життя не подобається простим городянам, і хлопцям доводиться силою відстоювати свої права. Незабаром вони знаходять Стіва Девіса, який став досить відомим у своєму середовищі художником і скульптором, але практично позбувся розуму від надмірного вживання наркотиків. Втім, як і деякі нові друзі Дженні, адже наркотичні галюцинації можуть довести і до смерті.

## У ролях
| Актор            | Роль         |
| ---------------- | ------------ |
| Сьюзен Страсберг | Дженні Девіс |
| Дін Стоквелл     | Дейв         |
| Джек Ніколсон    | Стоні        |
| Брюс Дерн        | Стів Девіс   |
| Адам Рорк        | Бен          |
| Макс Жюльєн      | Елвуд        |
| Генрі Джеглом    | Воррен       |
| Лінда Гей Скотт  | Лінн         |
| Мірей Мачу       | Пандора      |
| Томмі Фландерс   | Веслі        |